# Budda Baker
Bishard "Budda" Baker (10 de enero de 1996) es un jugador profesional estadounidense de fútbol americano que juega en la posición de strong safety y actualmente milita en los Arizona Cardinals de la National Football League (NFL).

## Biografía
Baker asistió a la preparatoria Bellevue High School en Bellevue, Washington, donde practicó fútbol americano y atletismo. Al finalizar la preparatoria, fue considerado como un atleta de cuatro estrellas y el 10.º mejor safety de la nación por Rivals.com.
Posteriormente, asistió a la Universidad de Washington donde jugó con los Washington Huskies desde 2014 hasta 2016. Como un verdadero estudiante de primer año en 2014, Baker comenzó los 14 juegos del equipo y registró 80 tacleadas, una intercepción y una captura (sack). En 2015, fue titular en 11 juegos y fue nombrado al equipo All-Pac-12 después de registrar 49 tacleadas, dos intercepciones y siete pases defendidos. En 2016, registró 70 tacleadas, dos intercepciones y tres capturas, por lo que fue nombrado al equipo All-American por consenso. El 3 de enero de 2017, Baker anunció su decisión de renunciar a su temporada sénior e ingresar al Draft de la NFL de 2017.

## Carrera

### Arizona Cardinals
Baker fue seleccionado por los Arizona Cardinals en la segunda ronda (puesto 36) del Draft de la NFL de 2017, y firmó un contrato de cuatro años por $6.83 millones con $3.88 millones garantizados y un bono por firmar de $3.10 millones.
Hizo su debut profesional en 2017 en el primer partido de temporada de los Cardinals, donde registró una tacleada en la derrota por 35-23 ante los Detroit Lions. El 19 de noviembre de 2017 tuvo su primer juego como titular, y acumuló 13 tacleadas, desvió dos pases y registró la primera captura de su carrera durante la derrota por 31-21 ante los Houston Texans. El 19 de diciembre de 2017, Baker fue uno de los cuatro jugadores de los Cardinals en ser nombrados al Pro Bowl. Terminó su temporada de novato con 74 tacleadas combinadas (58 en solitario) y siete pases desviados en 16 juegos, siete de ellos como titular.
En 2018, Baker fue titular en 13 juegos como strong safety y registró un total de 102 tacleadas, dos capturas y un touchdown como parte de la cuarta mejor defensiva por aire de la liga, pero la que más yardas terrestres permitió durante la temporada regular.
En 2019, Baker resgitró una marca personal de 147 tacleadas y seis pases defendidos en 16 juegos como titular, por lo que fue invitado a su segundo Pro Bowl junto a su compañero Chandler Jones. A pesar de ello, los Cardinals permitieron 6 432 yardas, la mayor cantidad de toda la liga.
El 25 de agosto de 2020, Baker firmó una extensión de cuatro años y $59 millones con los Cardinals, lo que lo convirtió en el profundo mejor pagado en la historia de la NFL en ese momento. En 2020, Baker fue nombrado Jugador Defensivo del Mes de la NFC en octubre, luego de registrar 31 tacleadas, dos capturas, dos intercepciones y un balón suelto forzado en las tres victorias del equipo durante dicho mes. Terminó la temporada con 118 tacleadas y seis pases desviados en 15 juegos como titular, por lo que fue nombrado a su tercer Pro Bowl y al primer equipo All-Pro.

## Estadísticas generales
|  | Seleccionado al Pro Bowl |

| Año   | Equipo | Juegos | Juegos | Tacleadas | Tacleadas | Tacleadas | Tacleadas | Intercepciones | Intercepciones | Intercepciones | Intercepciones | Intercepciones | Intercepciones | Balones sueltos | Balones sueltos | Balones sueltos | Balones sueltos |
| Año   | Equipo | GP     | GS     | Comb      | Total     | Ast       | Sck       | PDef           | Int            | Yds            | Avg            | Lng            | TDs            | FF              | FR              | Yds             | TDs             |
| ----- | ------ | ------ | ------ | --------- | --------- | --------- | --------- | -------------- | -------------- | -------------- | -------------- | -------------- | -------------- | --------------- | --------------- | --------------- | --------------- |
| 2017  | AZ     | 16     | 7      | 74        | 58        | 16        | 1.0       | 7              | --             | --             | --             | --             | --             | 2               | 1               | 0               | 0               |
| 2018  | AZ     | 14     | 13     | 102       | 78        | 24        | 2.0       | 1              | --             | --             | --             | --             | --             | 1               | 2               | 34              | 1               |
| 2019  | AZ     | 16     | 16     | 147       | 104       | 43        | 0.5       | 6              | --             | --             | --             | --             | --             | 1               | 1               | 0               | 0               |
| 2020  | AZ     | 15     | 15     | 118       | 90        | 28        | 2.0       | 6              | 2              | 90             | 45.0           | 90             | 0              | 1               | 0               | --              | --              |
| Total | Total  | 61     | 51     | 441       | 330       | 111       | 5.5       | 20             | 2              | 90             | 45.0           | 90             | 0              | 5               | 4               | 34              | 1               |

Fuente: Pro-Football-Reference.com